# Elezioni federali in Jugoslavia del dicembre 1992
Le elezioni federali in Jugoslavia del dicembre 1992 per la Camera dei Cittadini si sono tenute il 20 dicembre. Esse hanno visto la vittoria del Partito Socialista di Serbia; a seguito delle consultazioni, Primo ministro è divenuto Radoje Kontić del Partito Democratico dei Socialisti del Montenegro.

## Risultati
| Liste                                             | Voti      | %    | Seggi |
| ------------------------------------------------- | --------- | ---- | ----- |
| Partito Socialista di Serbia                      | 1.478.918 | 31,4 | 47    |
| Partito Radicale Serbo                            | 1.056.539 | 22,4 | 34    |
| Movimento Democratico di Serbia                   | 809.731   | 17,2 | 20    |
| Partito Democratico                               | 280.183   | 6,0  | 5     |
| Partito Democratico dei Socialisti del Montenegro | 130.431   | 2,8  | 17    |
| Unione Democratica degli Ungheresi di Voivodina   | 106.036   | 2,3  | 3     |
| Partito Democratico Riformatore di Voivodina      | 101.234   | 2,2  | 2     |
| Alleanza Civica di Serbia                         | 58.505    | 1,3  | 1     |
| Partito Socialista del Montenegro                 | 36.390    | 0,8  | 5     |
| Partito Popolare                                  | 34.436    | 0,7  | 4     |
| Totale                                            | 4.709.992 |      | 138   |